# مسجد بوكوي
مسجد بوكوي (بالصينية: 卜奎清真寺، بالإنجليزية: Bukui Mosqu ) يقع المسجد في مدينة تشيتشيهار في مقاطعة هيلونغجيانغ في شمال شرق الصين، بني المسجد في عهد أسرة تشينغ، وهو مدرج منذ عام 2006 باعتباره مواقع رئيسية محمي على المستوى الوطني، وهو أكبر وأقدم مسجد في المحافظة .

## التاريخ
اسم بوكوي هو النسخ الصينية من كلمة كاور والتي تعني الميمون، مسجد بوكوي يتكون أصلا من مسجدين منفصلين هما:

### المسجد الشرقي
مسجد الشرق مكون من ثلاثة طوابق ويقع على مساحة 374 متر مربع (4,030 قدم مربعة) المبنى شيد في كانغ الثالث والعشرين في عام 1684، المسجد سبق مدينة تشيتشيهار بسبع سنوات .

### المسجد الغربي
يتكون مسجد الغرب من طابقين، ويقع على مساحة 173 متر مربع (1,860 قدم مربعة)، المبنى شيد في شيان فنغ الثالث في عام 1852، بني من قبل أتباع منهوان جهريا الذين هاجروا من قانسو.

## البناء
يحتوي المسجد ما يقرب من 2,000 متر مربع (22,000 قدم مربع) من المساحة التي شيدت عليه، المجمع كله يغطي مساحة تبلغ 6,400 متر مربع (69,000 قدم مربع). والصلاة في مساحات المسجدين معا يمكن أن تستوعب ما مجموعه حوالي 450 مصلي في وقت واحد، في عام 1958، أعيد تنظيم المسجدين كمسجد واحد مع اسم مسجد تشيتشيهار، وقد تم إدراج المسجد باعتباره مسجد محمية ضمن الآثار الثقافية في عام 1980، ونتيجة لحمايته على مستوى المقاطعة الآثار الثقافية في 1981 غير اسمه إلى مسجد بوكوي، المسجد الشرقية لايزال في حالة جيدة نسبيا، وكانت هناك أضرار هيكلية خطيرة في المسجد الغربية، وكانت جهود إعادة إعمار المسجد التي أجريت في عام 1989 وعام 1990 قد حسنت من وضع المسجدين، وفي الخامس والعشرين من شهر حزيران من عام 2006 أدخل مجلس الدولة لجمهورية الصين الشعبية مسجد بوكوي على قائمة الدفعة السادسة من المواقع الرئيسية المحمية على المستوى الوطني .